# Maenola lunata
Maenola lunata är en spindelart som beskrevs av Cândido Firmino de Mello-Leitão 1940. 
Maenola lunata ingår i släktet Maenola och familjen hoppspindlar. Inga underarter finns listade i Catalogue of Life.